# Блант, Рой
Рой Дин Блант (англ. Roy Dean Blunt; род. 1 января 1950) — американский политик, сенатор США от штата Миссури с 2011 по 2023 год. Член Республиканской партии. 33-й государственный секретарь штата Миссури (1985—1993). В 1997—2011 годах был членом Палаты представителей США от 7-го избирательного округа Миссури. Отец Мэтта Бланта, губернатора штата Миссури в 2005—2009 годах.

## Биография

### Ранние годы
Блант родился в Ниангуа, штат Миссури. Его отец Лерой Блант был политиком регионального уровня, заседал в палате представителей штата Миссури. Рой Блант получил степень бакалавра искусств в Юго-Западном баптистском университете в 1970 году, через два года получил степень магистра истории в Университете штата Миссури. После окончания учёбы работал учителем истории в старшей школе и университете.

### Начало политической карьеры
В политику Блант пошёл в 1972 году, когда его избрали клерком и округа Грин, эту должность он занимал до 1984 года. В 1980 году Блант баллотировался на пост вице-губернатора штата Миссури, выиграл праймериз Республиканской партии, но уступил на общих выборах Кену Ротману. В 1984 году Блант был избран на должность секретаря штата Миссури, набрав 54 % голосов. Он стал первым за 50 лет республиканцем на этой должности. В 1988 году он был переизбран, на этот раз получив 61 % голосов избирателей. В 1992 году Блант участвовал в выборах губернатора Миссури, на праймериз Республиканской партии занял второе место, уступив генеральному прокурору штата Уильяму Вебстеру, который затем на общих выборах проиграл Мелу Карнахану.

### В Палате представителей США
В 1996 году Блант выдвинул свою кандидатуру на место в Палате представителей США от 7-го избирательного округа Миссури. На праймериз он набрал 56 % голосов, на общих выборах победил демократа Рута Бамбергера, набрав 65 % голосов. Блант переизбирался в 1998 (73 %), 2000 (74 %), 2002 (75 %), 2004 (70 %), 2006 (67 %) и 2008 (68 %) годах. В Палате представителей Блант занимал пост лидера большинства, в разное время состоял в комитетах по иностранным делам, сельскому хозяйству, транспорту, энергетике, предпринимательству и разведке.

### В Сенате США
В феврале 2009 года Блант объявил, что будет баллотироваться в Сенат США на место, освободившееся после ухода из политики Кита Бонда. На выборах 2010 года он одержал победу, набрав 54 % голосов. Блант входит в сенатские комитеты по ассигнованиям, по предпринимательству, науке и транспорту, и по разведке, а также является председателем комитета правил и административных органов.

## Личная жизнь
Блант был женат дважды. В мае 1967 года он женился на Роузэнн Рэй, у них родилось трое детей: Мэтт (бывший губернатор Миссури), Эми Блант Мосби и Эндрю Блант. Блант и Рэй развелись после 35 лет брака. 18 октября 2003 года Блант женился на Эбигейл Перлман, лоббисте Kraft Foods. В апреле 2006 года они усыновили мальчика из России, которого назвали Александр Чарльз Блант.

### Срок
Согласно St. Louis Post-Dispatch, Блант «имеет один из самых консервативных результатов голосования в Сенате, но в целом избегает конфронтационного и подстрекательского стиля», а за время своего пребывания в Сенате США «у всех наиболее значительных законодательных достижений Бланта были соспонсоры-демократы». Центр Лугара и Джорджтаунская школа государственной политики Маккорта по индексу двухпартийности поставили Бланта на 11-е место среди самых двухпартийных сенаторов на первой сессии 115-го Конгресса США.
Блант был в Капитолии США, когда сторонники Трампа штурмовали его 6 января 2021 года, вместе с сенатором Эми Клобушар, представителем Родни Дэвис и представителем Зои Лофгрен. Перед сертификацией Блант заявил, что поддержит сертификацию выборов, в отличие от своего товарища, сенатора Миссури Джоша Хоули. В то время как Блант наблюдал за обсуждением возражения против подсчета голосов в Аризоне, которое возглавлял Тед Круз. Капитолий был прорван. Вместе с другими сенаторами Блант был удален из зала Сената в неизвестное место, поскольку повстанцы приблизились к залам Сената. Во время нападения он написал в Твиттере, что «насилие и разрушения» необходимо остановить и что «мы как нация не такие». Блант заявил, что Трамп «был частью этого», имея в виду восстание.
После нападения Блант заявил, что не поддержит импичмент Трампа и что на это «нет времени». Он также назвал «разочарованием» то, что демократы рассматривают возможность импичмента. В интервью Face the Nation Блант сказал: «Президент прикоснулся к горячей плите в среду и вряд ли прикоснется к ней снова».
В качестве ведущего церемонии инаугурации Джо Байдена на пост президента Блант произнес короткую речь, в которой изложил преамбулу Конституции, отметив, что, в отличие от статей Конфедерации или Великой хартии вольностей, она укореняется и устанавливает закон и власть в «Мы, народ». Блант заметил, что стремление создать «более совершенный Союз» является продолжающимся проектом, и сказал: «Мы больше, чем были, и меньше, чем мы надеемся быть».
Задания Сената
По состоянию на февраль 2021 года назначения комитета и подкомитета Бланта следующие.
- Комитет по ассигнованиям
  - Подкомитет по сельскому хозяйству, развитию сельских районов, управлению по контролю за продуктами и лекарствами и смежным агентствам
  - Подкомитет Министерства обороны
  - Подкомитет Министерства внутренних дел, окружающей среды и связанных с ними агентств
  - Подкомитет по министерствам труда, здравоохранения и социальных служб, образования и смежным агентствам (рейтинговый член)
  - Подкомитет по государственным, зарубежным операциям и смежным программам
  - Подкомитет по транспорту, жилищному строительству и городскому развитию и смежным агентствам
- Комитет по торговле, науке и транспорту
  - Подкомитет по авиации и космосу
  - Подкомитет по коммуникациям, технологиям, инновациям и Интернету
  - Подкомитет по безопасности
  - Подкомитет по транспорту и безопасности
- Комитет по правилам и администрированию (член рейтинга)
- Объединенный комитет по печати (заместитель члена)
- Объединенный комитет по библиотеке (вице-член)
- Выберите комитет по разведке